# Papp Olivér
Papp Olivér (Vác, 1975. október 19. –) kortárs magyar író.

## Élete
1975-ben született, Vácon. Gyermekkorától írónak készült, 1984-ben, kilenc évesen kezdett első könyvébe (Egy nyaram Magyarkúton). Az 1990-es években két regénye született, melyeknek kéziratai egy tűz során megsemmisültek, kiadva így sosem lettek. Még abban az évtizedben dobosként megfordult néhány együttesben, 1993-1996-ig a Crosstown Blues zenekarban játszott, 1997-ben a Fisso Fusio formációban és az Oláh Gábor Trióban is zenélt Olaszországban. Egészségügyi problémák miatt le kellett tennie a dobverőt. Ezután ismét az írással kezdett foglalkozni.
Családjában többen foglalkoztak különböző művészeti ágakkal. Rokoni szálak fűzik az Illés-együttes egykori dobosához, Joe Bácsihoz, azaz Körmendi Jánoshoz. Felmenője Huszár Pufi, az egykori komikus, filmszínész, aki Charles H. Puffy néven vált ismertté. 
Olivér ma a Verőce melletti Magyarkúton él, mindegyik könyvét ott írta meg.

## Könyvei
A spiritualitás ihlette első könyvét, a Szárnyak nélkül-t, mely 2010-ben jelent meg.
Ezt követte az Emlékek útján című novelláskötet, szintén 2010-ben.
Az Egy kövér ember meséi című könyv Huszár Pufi halálának 70. évfordulója alkalmából, 2011-ben került újból kiadásra. Az író fotókkal bővítve újra szerkesztette rokona írását. Az Egy kövér ember meséi című kötet 2023-ban jelent meg harmadik kiadásban, megújult külső- és belső tartalommal. 
Első pszichodrámáját, az Álmok boltja című regényt 2011-ben jelentette meg. 
A Látogatók holdfénynél című novelláskötete 2012-ben, 228 oldalon hozott gyermekkori történeteket.
Ugyancsak 2012-ben született meg tollából a Hazafelé című novelláskötet. 
A Levelek a múltból igen különleges kötet 2012-ből, anyai nagyszüleinek a padláson fellelt fiatalkori levelezését dolgozza fel. 
2013 elején érkezett a Mielőtt eljön az éjfél című regény.
A Verőcei emlékeim című novelláskötet 2014-ben látott napvilágot. 
2015-ben Carpenter kutyája lett a címe annak a kötetnek, mely önéletrajzi elemekkel tarkított pszichodráma.  
Ugyancsak 2015-ben jelent meg Szó-kép-kapcsolat címmel egy, az addigi munkásságából merített idézet-válogatás.
2015-ben két regénye, az Álmok boltja és a Carpenter kutyája lett angolra fordítva.
2016-ban mutatták be A régi környék című novelláskötetét.
2019 decemberében bemutatták első könyvét (Carpenter kutyája, El perro del señor Carpenter) Mexikóban.
2020-ban érkezett az Alabama-keringő című kötet tizenegy pszichodráma-novellával.
2021-ben jelentkezett egy novelláskötettel, mely a Válogatott novellák címet kapta. 
Jelenleg három könyve várja a befejezést és kiadást, az Emlékül Istennek című történelmi regény, A Léleknyúzó című pszichodráma, s végül az önéletrajzi könyve, Ezüstös égbolt címmel. 
2020-tól új kiadónál és nyomdánál jelennek meg könyvei.

## Megjelent könyvei
- Szárnyak nélkül (kisregény, 2010)
- Emlékek útján (novelláskötet, 2010)
- Egy kövér ember meséi (életrajz, az újrakiadás szerkesztőjeként, 2011)
- Álmok boltja (pszichothriller, 2011)
- Látogatók holdfénynél (novelláskötet, 2012)
- Hazafelé (novelláskötet, 2012)
- Levelek a múltból (életrajz, 2012)
- Mielőtt eljön az éjfél (pszichothriller, 2013)
- Verőcei emlékeim (novelláskötet, 2014)
- Carpenter kutyája (pszichothriller, 2015)
- Szó-kép kapcsolat (idézetválogatás, 2015)
- A régi környék (novelláskötet, 2016)
- El perro del señor Carpenter (Mexikó, pszichodráma, 2019)
- Alabama-keringő (pszichodrámák, 2020)
- Válogatott novellák (novelláskötet, 2021)